# Zuidwest-Bulgarije
Zuidwest-Bulgarije of Joegozapaden (Bulgaars: Югозападен) is een regio in het zuidwesten van Bulgarije. Het gebied bestaat uit de volgende (vijf) oblasten: Blagoëvgrad, Kjoestendil, Pernik, Sofia-Hoofdstad en Sofia (oblast). De regio heeft een oppervlakte van ongeveer 20.300 km² en de hoofdplaats is Sofia met c. 1.120.000 inwoners. Eind 2021 had de regio naar schatting ruim 2.070.000 inwoners en een bevolkingsdichtheid van 102 inw./km².

## Bevolking
Op 31 december 2021 had de regio Joegozapaden naar schatting 2.070.760 inwoners - ruim 30% van de Bulgaarse bevolking, waarvan 999.948 mannen en 1.070.812 vrouwen. De regio heeft de grootste bevolking en hoogste bevolkingsdichtheid van Bulgarije. Ook heeft de regio een bovengemiddeld hoge urbanisatiegraad van 84%.
De regio Joegozapaden had een relatief laag vruchtbaarheidscijfer van 1,47 kinderen per vrouw in 2021, ongeveer 7% lager dan het Bulgaarse gemiddelde van 1,58 kinderen per vrouw. Vooral in Sofia-Hoofdstad was het vruchtbaarheidscijfer met 1,36 kinderen per vrouw laag.
In Joegozapaden leven grotendeels etnische Bulgaren. Van de 2.132.848 inwoners in 2011, identificeerden 1.840.784 zichzelf als etnische Bulgaren (86,3%), gevolgd door 24.311 etnische Turken (1,1%) en 56.967 Roma (2,7%). De meeste Turken in de regio waren echter Pomaken, een Bulgaarssprekende moslimminderheid die zich in de volkstellingen vaak als Turken identificeren.

## Economie
Joegozapaden is de rijkste regio van Bulgarije, gebaseerd op het bruto binnenlands product (BBP) per inwoner in koopkrachtstandaard. Het is ook de enige regio van Bulgarije die niet in de lijst van de top 20 armste regio’s van de Europese Unie voorkomt. Volgens Eurostat was het BBP per hoofd van de bevolking echter lager dan in de rest van de Europese Unie en bedroeg het in 2018 ongeveer 83% van het EU-gemiddelde.
Noord-Oost (Severoiztotjen) · Noord-Centraal (Severen Tsentralen) · Noord-West (Severozapaden) · Zuid-Oost (Joegoiztotsjen) · Zuid-Centraal (Joezjen Tsentralen) · Zuid-West (Joegozapaden)